# 海悦国际酒店集团（新加坡）
海悦国际（High Point International HotelS Group）是来自新加坡的酒店集团。隶属于新加坡海悦酒店投资集团。1948年，海悦国际的第一家酒店建于马来西亚的槟城，目前，集团在新加坡、马来西亚、中国等东南亚国家及欧洲地中海沿岸国家投资建造并经营了10余家酒店。